# Venom (nhân vật truyện tranh Marvel)
Venom là một nhân vật hư cấu xuất hiện trong sách truyện tranh Mỹ, được phát hành bởi Marvel Comics, và thường kết hợp với người Nhện. Nhân vật này là một Symbiote ngoài hành tinh có hình dạng vô định, giống như chất lỏng, sống sót bằng cách cộng sinh với vật chủ, thường là con người. Dạng sống cộng sinh này sẽ giúp vật chủ nâng cao sức mạnh và thường được gọi là "Venom". Symbiote được giới thiệu như một dạng trang phục sống ngoài hành tinh trong The Amazing Spider-Man #252 (tháng 5 năm 1984), với sự xuất hiện đầy đủ đầu tiên gọi là Venom trong The Amazing Spider-Man #300 (tháng 5 năm 1984). Mặc dù Venom ban đầu được hình thành như một siêu ác nhân, nhưng sau đó anh ta trở thành một phản anh hùng mơ hồ về mặt đạo đức.
Vật thể cộng sinh đầu tiên của Venom Symbiote là người Nhện, người cuối cùng phát hiện ra bản chất thật sự của nó và đã tách cơ thể ra khỏi nó trong The Amazing Spider-Man #258 (tháng 11 năm 1984). Symbiote tiếp tục cộng sinh với các vật chủ khác, đáng chú ý nhất là Eddie Brock, người thứ hai và cũng là một trong những kẻ thù của người Nhện.
Venom được IGN xếp hạng 22 Nhân vật truyện tranh phản diện vĩ đại nhất mọi thời đại trong danh sách 100 nhân vật phản diện. IGN cũng xếp hạng Mac Gargan hóa thân thành Venom xếp thứ 17 trong danh sách "Top 50 Avengers", trong khi hóa thân Flash Thompson chỉ xếp thứ 27. Nhân vật cũng được tạp chí Empire xếp hạng 33 trong danh sách 50 Nhân vật truyện tranh vĩ đại nhất.